# Serigne Saliou Mbacké

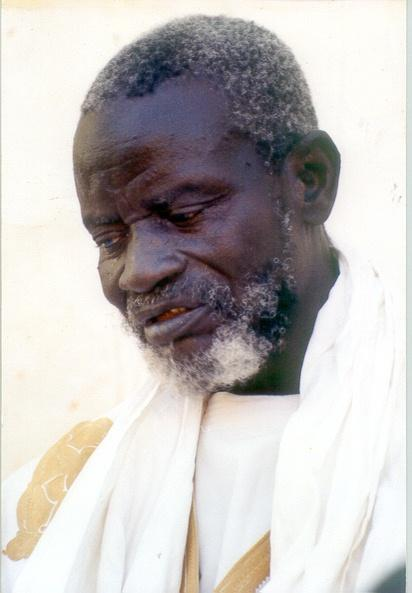
Serigne Saliou Mbacké

Serigne Saliou Mbacké, auch Serigne Bara Faliou Mbacké (* Mai 1915; † 28. Dezember 2007 in Touba, Senegal) war ein senegalesischer Kalif und Religionsführer der Mouriden.

## Leben
Serigne Saliou Mbacké wurde 1990 der fünfte Kalif der Mouriden, ein so genannter „Marabout“. Er war ein Sohn von Scheich Amadou Bamba, der die Sufi-Bruderschaft (Tariqa) Muridiyya 1883 in Senegal begründete und von den Mouriden als ein Heiliger verehrt wird.
Serigne Saliou Mbacké war ein einflussreicher Ratgeber des senegalesischen Präsidenten Abdoulaye Wade und galt laut des französischen Magazins Jeune Afrique als einer der 100 einflussreichsten Afrikaner.
Auf seinen Einfluss ist die Entwicklung Toubas von einer Provinzstadt zur zweitgrößten Stadt im Senegal zurückzuführen. Die Angehörigen der Mouriden konnten ihm einen gewissen Wohlstand verdanken; er baute zahlreiche islamische Schulen und finanzierte vor allem Landwirtschaftsvorhaben.
Er starb in Touba, dem Zentrum der Mouriden in Senegal. Touba wurde durch Amadou Bamba, dessen Grab sich Großen Moschee von Touba befindet, im 19. Jahrhundert begründet. Der Tod war für Senegal ein Ereignis von nationaler Bedeutung. Die Radios haben ihre Programme unterbrochen, Staatspräsident Abdoulaye Wade, selbst Mouride, war beim Totengebet in der Großen Moschee anwesend und ordnete eine dreitägige Staatstrauer an, eine bis dahin beispiellose Entscheidung beim Tod eines religiösen Führers.
Seine Nachfolge trat sein Neffe Serigne Mouhamadou Lamine Bara Mbacké an, erster Enkel des Amadou Bamba.